# Вооружённые силы Республики Вьетнам
Вооружённые силы Республики Вьетнам (вьет. Quân lực Việt Nam Cộng hòa, сокр. Quân Lực VNCH, ВСРВ) — вооружённые силы государства Республика Вьетнам (также известного как Южный Вьетнам), созданные в 1955 году и прекратившие своё существование в 1975 году.
Вооружённые силы Южного Вьетнама состояли из трех родов войск:
- сухопутные войска[англ.] (Lục quân Việt Nam Cộng hòa), также известны как «Армия Республики Вьетнам (АРВ)»;
- военно-морской флот (Hải quân Việt Nam Cộng hòa);
- военно-воздушные силы (Không lực Việt Nam Cộng hòa)
- Морская пехота Республики Вьетнам[англ.] ( Sư Đoàn Thủy Quân Lục Chiến [TQLC]).

## История

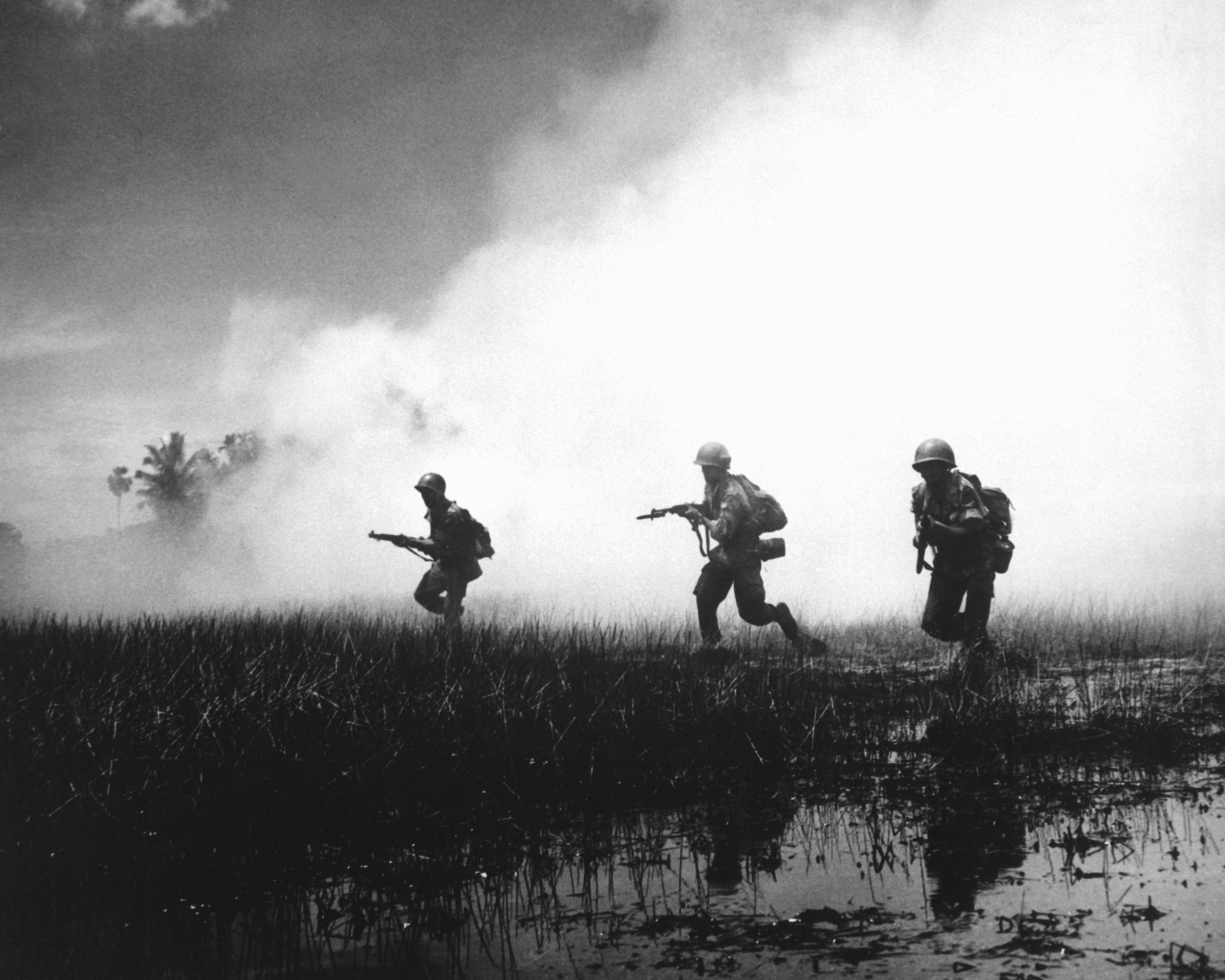
Южновьетнамские солдаты в бою. 1961 год

Предшественником ВСРВ была «Национальная армия Вьетнама», созданная в 1949 году, когда Франция формально предоставила самоуправление Вьетнаму, бывшему на тот момент её колонией. Солдаты Национальной армии вместе с Экспедиционным корпусом Франции принимали участие в Индокитайской войне. Подразделения вьетнамской армии играли, как правило, второстепенную роль в боевых действиях, поскольку отличались низкой боеспособностью и не пользовались доверием со стороны французов.
«Национальная армия Вьетнама» была расформирована после заключения Женевских соглашений 1954 года. Пришедший к власти в Южном Вьетнаме проамериканский политик Нго Динь Зьем полагал, что выполнение Женевских соглашений неизбежно приведёт к установлению контроля над Южным Вьетнамом коммунистами.
20 января 1955 года правительства США, Франции и Южного Вьетнама подписали соглашение о подготовке южновьетнамских ВСРВ численностью 100 тыс. военнослужащих регулярных частей и 150 тыс. резервистов. Общее руководство было возложено на французского генерала Поля Эли, военных советников, вооружение и технику обязались предоставить США.
12 февраля 1955 года военная миссия США в Сайгоне (MAAG — Military Aid Advisory Group) стала ответственной по вопросам организации южновьетнамской армии, после чего началась замена французских военных инструкторов на военных советников США (тем не менее, до 1956 года в составе MAAG продолжала деятельность группа Military Support Mission, в которой насчитывалось около 200 французских офицеров).
В нарушение соглашений 26 октября 1955 года было провозглашено создание Республики Вьетнам, в этот же день было объявлено о создании южновьетнамской ВСРВ.
В конце 1955 года численность военных советников США составляла 342 человека, в дальнейшем их количество было увеличено. В 1956 году в составе сухопутных войск было завершено создание четырёх бронетанковых подразделений, вооружённых техникой американского производства (танками M24, самоходными орудиями M8, полугусеничными бронетранспортёрами M3 и бронемашинами M8), оставшейся от французских войск.
1 ноября 1957 года военнослужащие сил специального назначения США начали обучение 44 южновьетнамских военнослужащих (в качестве основы для создания спецподразделения из 300 «коммандос»). К концу 1958 года было подготовлено спецподразделение из 400 южновьетнамских «коммандос».
К концу 1958 года в распоряжении правительства Южного Вьетнама имелись следующие вооружённые формирования: вооружённые силы — 150 тыс. военнослужащих; корпус гражданской обороны — 60 тыс. чел., полицейский корпус — 45 тыс. чел., отряды сельской охраны — до 100 тыс. чел.
Изначально ВСРВ создавалась по образцу американской армии и при активном участии американских военных советников. ВСРВ сразу стала главной опорой режима Нго Динь Зьема. На неё возлагалась задача отражения возможного вторжения армии Северного Вьетнама. Когда в конце 1950-х годов в стране развернулась гражданская война между правительственными силами и коммунистическими партизанами, акцент был смещён на ведение контрпартизанской войны.
В 1960 году в Южном Вьетнаме находилось 700 военных советников США.
В мае 1961 года, на встрече вице-президента США Л. Джонсона с президентом Южного Вьетнама Нго Динь Зьемом было достигнуто соглашение об увеличении объёмов военной и финансовой помощи США.
11 октября 1961 года правительство США сообщило в Сайгон, что «Америка окажет помощь правительству Республики Вьетнам в борьбе с партизанами», для оценки потребностей ВСРВ в Южный Вьетнам был направлен генерал Максвел Д. Тейлор.
11 декабря 1961 года в Сайгон прибыли две первые эскадрильи вертолётов для ВСРВ (32 вертолёта H-21C и 400 военнослужащих США).
14 декабря 1961 года президент США Дж. Кеннеди в своем письме к Нго Динь Зьему сообщил, что поддержка со стороны США будет вновь «немедленно увеличена». В результате, если в 1961 году Южный Вьетнам занимал третье место по объёмам полученной из США военной помощи (после Южной Кореи и Тайваня), то с 1962 года он занял первое место: в 1950—1963 годы — 1443,0 млн долларов; в 1964—1969 годы — 5703,0 млн долларов, в 1970—1976 годы — не менее 11042,0 млн долларов. Точные размеры американской военной помощи Южному Вьетнаму установить трудно, поскольку в период с 1970 по 1975 годы ассигнования были частично включены в бюджет министерства обороны США.
В результате, уже в 1961—1962 годы численность южновьетнамских вооруженных сил была увеличена с 150 тыс. до 170 тыс. солдат и офицеров, численность «гражданской гвардии» (англ. civil guard) — с 60 тыс. до 120 тыс. чел..
В апреле 1962 года в составе сухопутных войск были созданы две первые механизированные роты, получившие на вооружение бронетранспортёры M113.
В конце 1962 года численность ВСРВ составляла 200 тысяч человек.
1 июля 1963 года началась программа CIDG (Civilian Irregular Defence Group), в ходе которой военнослужащие сил специальных операций США начали подготовку вооружённых отрядов территориальной обороны.
В конце 1963 года в Южном Вьетнаме находилось 17 тысяч военных специалистов, советников, инструкторов и пилотов ВВС США.
В 1962 году сформированы четыре корпуса, за каждым из которых закреплялась определённая зона ответственности (тактическая зона):

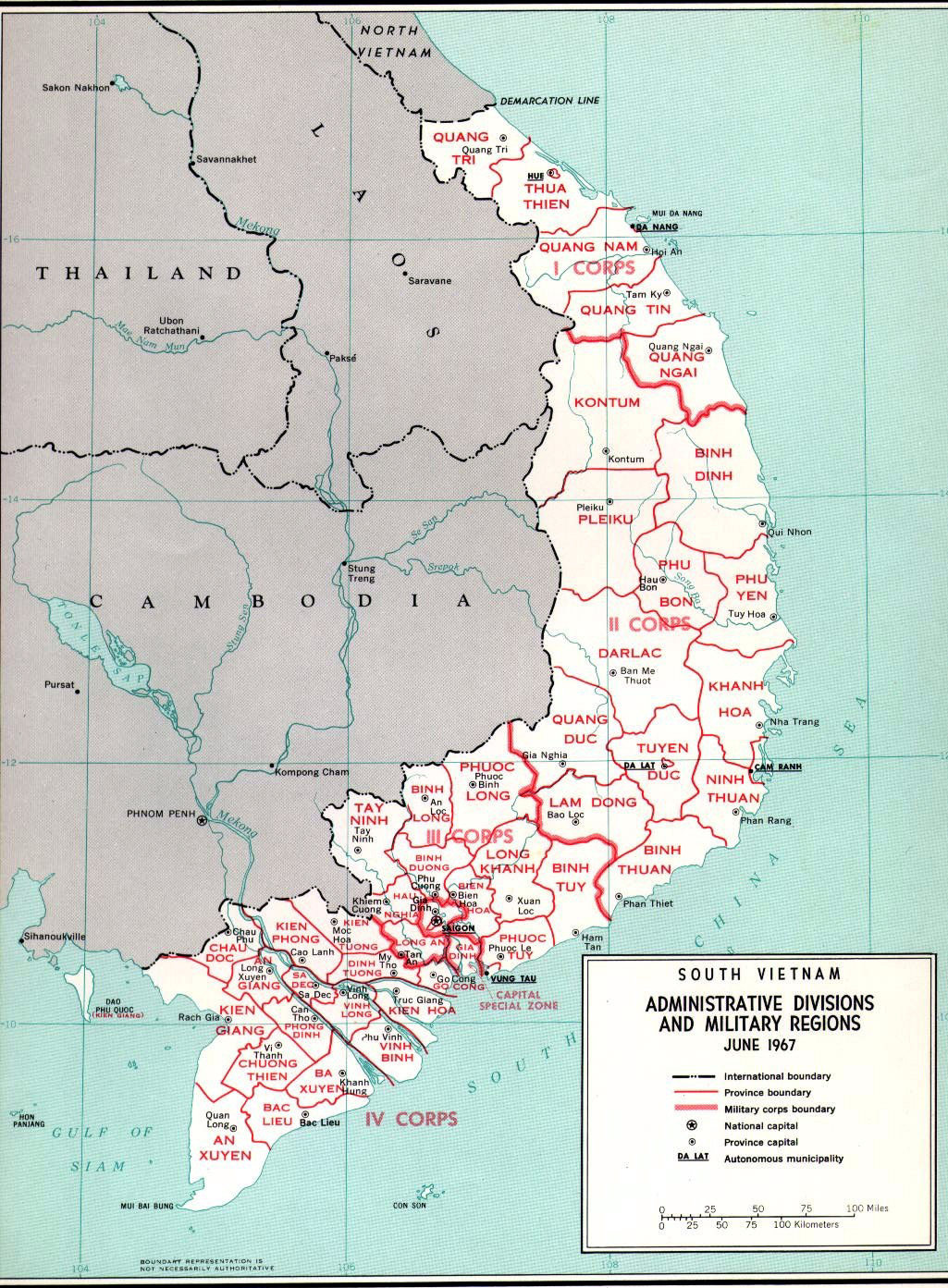
Карта Южного Вьетнама с обозначенными тактическими зонами корпусов

- I корпус — северные провинции страны, ближе всего находившиеся к Северному Вьетнаму. Штаб-квартира в Дананге.
- II корпус — Центральное высокогорье. Штаб-квартира в Плейку.
- III корпус — провинции, прилегающие к Сайгону. Штаб-квартира в Сайгоне.
- IV корпус — дельта Меконга и южные провинции страны. Штаб-квартира в Кантхо.

Уникальной особенностью корпусов ВСРВ было то, что они одновременно являлись административными единицами. Командир корпуса занимался всеми военными и гражданскими делами на своей территории. Кроме регулярных подразделений, в состав ВСРВ входили Региональные силы (Regional Forces — RF) и Народные силы (People Forces — PF). Региональные силы действовали в пределах своих провинций и являлись полувоенными формированиями. Народные силы были местным ополчением на уровне деревень, имевшим минимальную военную подготовку и вооружённым лишь устаревшим стрелковым оружием. Примечательно, что один из двух главных противников ВСРВ — Вьетконг — имел практически такую же структуру.
В ходе войны ВСРВ постоянно увеличивалась в численности: к 1972 году в ней было уже около миллиона военнослужащих. В 1961—1964 годах ВСРВ постоянно терпела поражения в боях с партизанами НФОЮВ. К 1965 году ситуация была настолько критической, что американские эксперты предсказывали возможность свержения правительства Южного Вьетнама силами коммунистов. Причинами этого был ряд свойственных ВСРВ проблем:

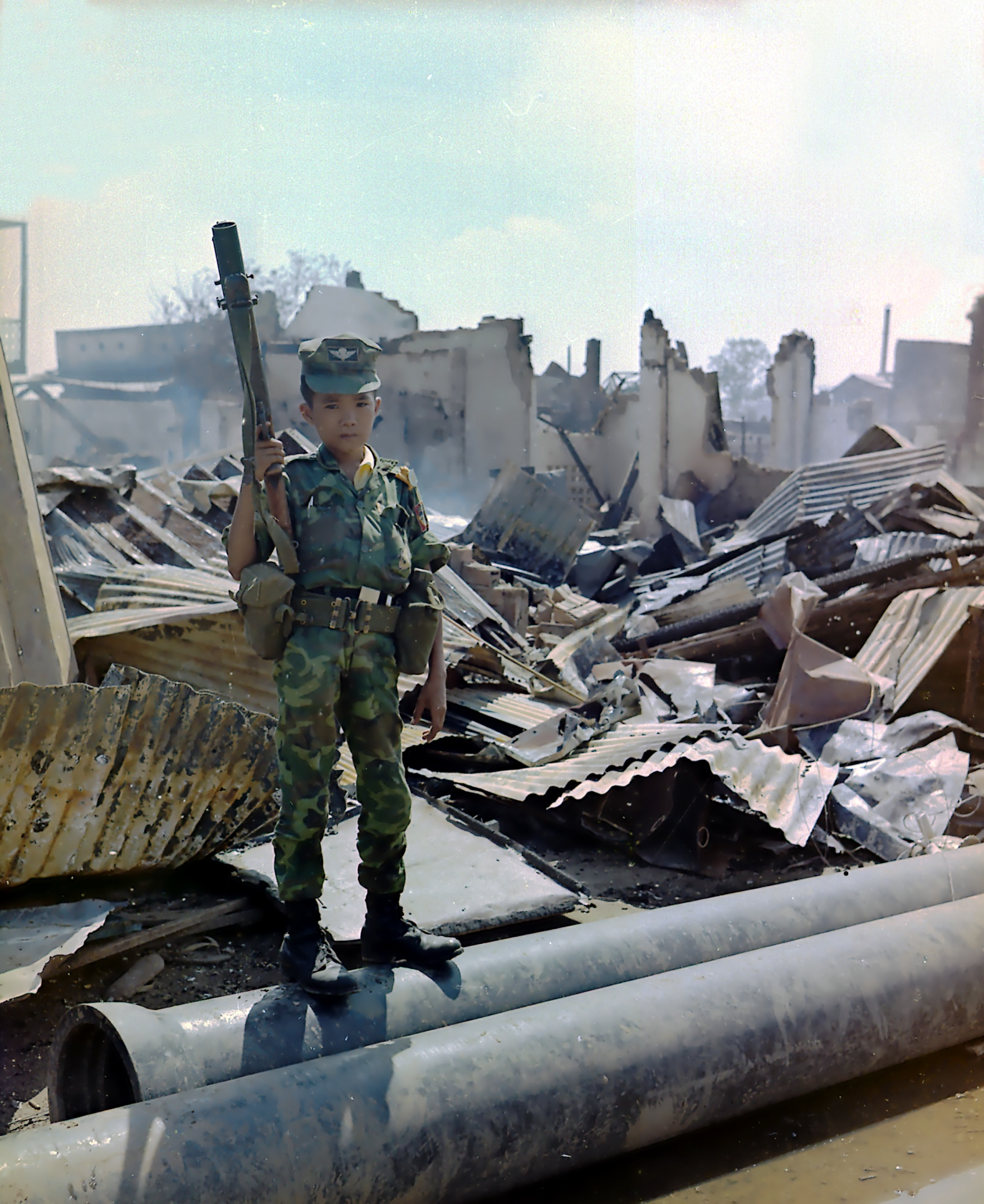
12-летний южновьетнамский десантник с гранатомётом M79. 1968 год

Политизация руководства армии привела к тому, что ВСРВ стала главным рычагом многочисленных переворотов, произошедших в Южном Вьетнаме в 1963—1967 годах. Неспособность ВСРВ собственными силами противостоять партизанскому движению была одним из ключевых факторов, обусловивших принятие администрацией США решения об отправке во Вьетнам американских наземных войск. Параллельно с этим США начали перевооружение ВСРВ.
По состоянию на 1968 год, военный бюджет Южного Вьетнама составлял 36,8 млрд пиастров (312 млн долларов США), что на 60 % превышало показатель 1967 года.
- сухопутные войска насчитывали 370 тыс. военнослужащих (в общей сложности, 160 батальонов в составе 10 пехотных дивизий; одной парашютно-десантной дивизии; одной группы специального назначения; 20 батальонов «рейнджеров»; 10 танковых батальонов; шести батальонов морской пехоты; 26 артиллерийских дивизионов, а также учебных, тыловых и вспомогательных частей), при этом, часть батальонов была не полностью укомплектована личным составом. Основу танкового парка составляли американские лёгкие танки M41 и французские танки AMX-13V[10].
- военно-воздушные силы насчитывали 16 тыс. военнослужащих, 145 боевых самолётов (100 шт. A-1 «Скайрейдер»; 15 шт. реактивных истребителей F-5 и 20 шт. штурмовиков A-37), а также 80 шт. лёгких самолётов O-1A, 80 шт. транспортных самолётов C-47 и Cessna 180 Skywagon и около 100 вертолётов H-34 «Choctaw»[10]
- военно-морские силы насчитывали 24 тыс. человек и имели на вооружении 63 боевых и вспомогательных кораблей (в том числе, 8 эскортных кораблей, 3 минных тральщика, 22 десантных судна, 22 артиллерийских катера) и речной «москитный флот» из 350 моторных джонок типа «сайпан»[10];
- иррегулярные силы состояли из 700 рот «территориальных сил» (142 тыс. чел.), 4000 взводов «местных сил» (143 тыс. чел.), отрядов «сил гражданской обороны» (40 тыс. чел) и полиции. На вооружении иррегулярных частей находилось в основном лёгкое стрелковое оружие (в том числе, устаревших образцов), однако на вооружении полиции имелись несколько бронетранспортёров и вертолёты[10].

## Вьетнамизация
В 1969 году президент Никсон провозгласил политику так называемой «вьетнамизации», суть которой состояла в том, чтобы сделать ВСРВ эффективной боевой силой, одновременно начав вывод из страны американских войск. ВСРВ стала получать больше нового вооружения, расширилась её структура. В 1970 году ВСРВ успешно действовала в ходе предпринятого совместно с войсками США вторжения в Камбоджу. Однако самостоятельно проведённое в 1971 году вторжение в Лаос окончилось тяжёлым поражением ВСРВ, показавшим, что главной проблемой ВСРВ остаётся некомпетентность её руководства.
В 1972 году ВСРВ одержала самую крупную победу в своей истории, успешно отразив северовьетнамское Пасхальное наступление. В этом сражении южновьетнамские солдаты показали, что при поддержке американской авиации и под руководством американских советников способны эффективно противостоять равной по силам регулярной армии.
В период после подписания Парижского соглашения (27 января 1973 года) боеспособность ВСРВ была во многом основана на американских военных поставках:
- так, только в период после 29 марта 1973 года США оказали правительству Южного Вьетнама финансовую помощь в размере 4 млрд долларов, передали 700 самолётов и вертолётов, 1100 танков, бронетранспортёров и бронемашин и иное вооружение и военное имущество[11].
- согласно советским источникам, только в период с 28 января 1973 по 30 апреля 1974 года США (в нарушение Парижских соглашений) ввезли в Южный Вьетнам свыше 1100 танков, бронетранспортёров и бронемашин; 800 артиллерийских орудий; более 200 кораблей и речных судов; около 700 самолётов (в том числе, до 80 истребителей-бомбардировщиков F-5E) и свыше 1 млн тонн авиабомб и артиллерийских снарядов[12].

## Разгром

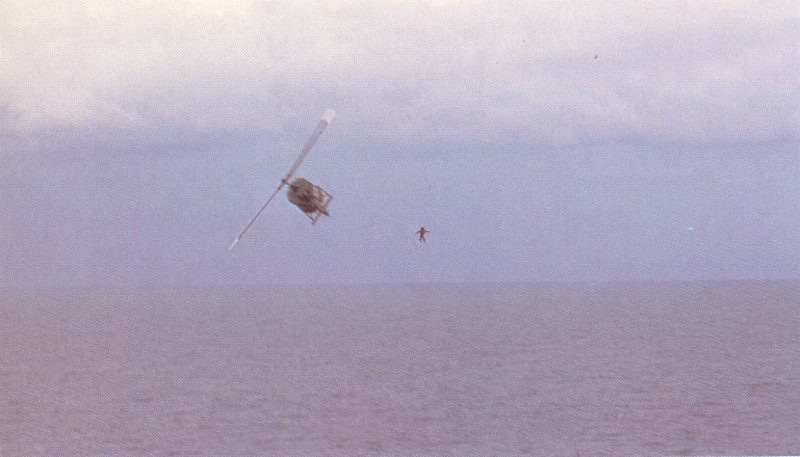
Южновьетнамский пилот прыгает в море из своего вертолёта UH-1 Huey

Однако после окончательного вывода войск США из страны и на фоне постоянного сокращения объёмов американской военной помощи (с 3 до 1,1 млрд долл. в год), в 1973—1974 году ВСРВ столкнулась с острой нехваткой ресурсов для продолжения боевых действий, что самым негативным образом отразилось на её боеспособности.
Весной 1975 года, не имея поддержки США, ВСРВ не сумела отразить новое наступление Северного Вьетнама и к концу кампании практически утратила боеспособность. 30 апреля 1975 года северовьетнамские войска вступили в Сайгон, положив конец существованию ВСРВ и самой Республики Вьетнам. Огромное количество техники досталось противнику в качестве трофеев.

## Техника и вооружение
Главными поставщиками военной техники для АРВ были США и Франция.
Было поставлено:
Из США и Франции за всё время было поставлено 2750 самолётов и вертолётов.
За всё время было поставлено около 200 боевых кораблей и около 2500 боевых катеров.
За всё время было поставлено более 1100 танков:
- 599 M41 из США. 580 до 15 декабря 1972 года[14] и 19 с января 1973 по июль 1974[15].
- 345 M48 из США. 329 до 15 декабря 1972 года[14] и 16 с января 1973 по июль 1974[15].
- 147 M24. 10 из Франции[16] и 137 из США[17].
- 50 AMX-13 из Франции[16].

Из США было поставлено не менее 2154 буксируемых орудий и 85 самоходных орудий:
- 1680 105-мм буксируемых орудий M-101. 1624 до 15 декабря 1972 года[14] и 56 в апреле 1975[18].
- 474 155-мм буксируемых орудий M-114 до 15 декабря 1972 года[14].
- 85 175-мм самоходных орудий M-107 до 15 декабря 1972 года[14].

Из США было поставлено около 2500 бронетранспортёров:
- Около 50 M3/M5 Half Track[19].
- Около 100 M-59[19].
- Около 125 V-100[19].
- Около 75 M-8 Greyhound[19].
- Не менее 2231 типа M113. 2191 до 15 декабря 1972[14], 35 с января 1973 по июль 1974[15] и 5 в апреле 1975[18].

До 15 декабря 1972 года из США было поставлено 108 ЗСУ M42.
Из США было поставлено не менее 63 000 единиц тяжёлой автомобильной техники:
- 25 808 1/4 тонных джипов M151A1 и M151A2. 25 693 до 15 декабря 1972 года[14] и 115 с января 1973 по июль 1974 года[15].
- 16 095 1 тонных грузовиков Dodge M601 и 3/4 тонных грузовиков Dodge M-37. 16 063 M601 и M-37 до 15 декабря 1972 года[14] и 32 3/4 тонных M-37 с января 1973 по июль 1974 года[15].
- 19 469 2,5 тонных грузовиков M35A2. 19 339 до 15 декабря 1972 года[14] и 130 с января 1973 по июль 1974 года[15].
- 1240 5 тонных грузовиков M54A2 до 15 декабря 1972 года[14].

До 15 декабря 1972 года из США было поставлено 810 бульдозеров FT L-5:
До 15 декабря 1972 года из США было поставлено 1517 12 тонных полуприцепов M127A2C.
Из США было поставлено стрелкового оружия:
- Не менее 903 148 винтовок M16. 895 308 до 15 декабря 1972 года[14] и 7840 в апреле 1975 года[18].
- 793 994 карабина M1[20].
- 220 820 винтовок M1 Garand[21].
- Около 500 000 ружей Mossberg 500.
- Не менее 18 118 пулемётов M60. 17 465 до 15 декабря 1972 года[14] и 653 в апреле 1975 года[18].

Из США было поставлено гранатомётов:
- Более 200 000 66-мм гранатомётов M72 LAW.
- Не менее 65 198 40-мм гранатомётов M79. 63 621 до 15 декабря 1972 года[14] и 1577 в апреле 1975 года[18].

Из США было поставлено не менее 60 322 радиостанций. 60237 до 15 декабря 1972 года и 85 в апреле 1975 года.

## Профессиональные праздники
День Вооружённых сил Республики Вьетнам традиционно отмечается 19 июня (вьет. Ngày Quân Lực VNCH 19/6).

## Военные деятели Южного Вьетнама
- Зыонг Ван Минь
- Нгуен Ван Тхьеу